# Ofegar (cuina)

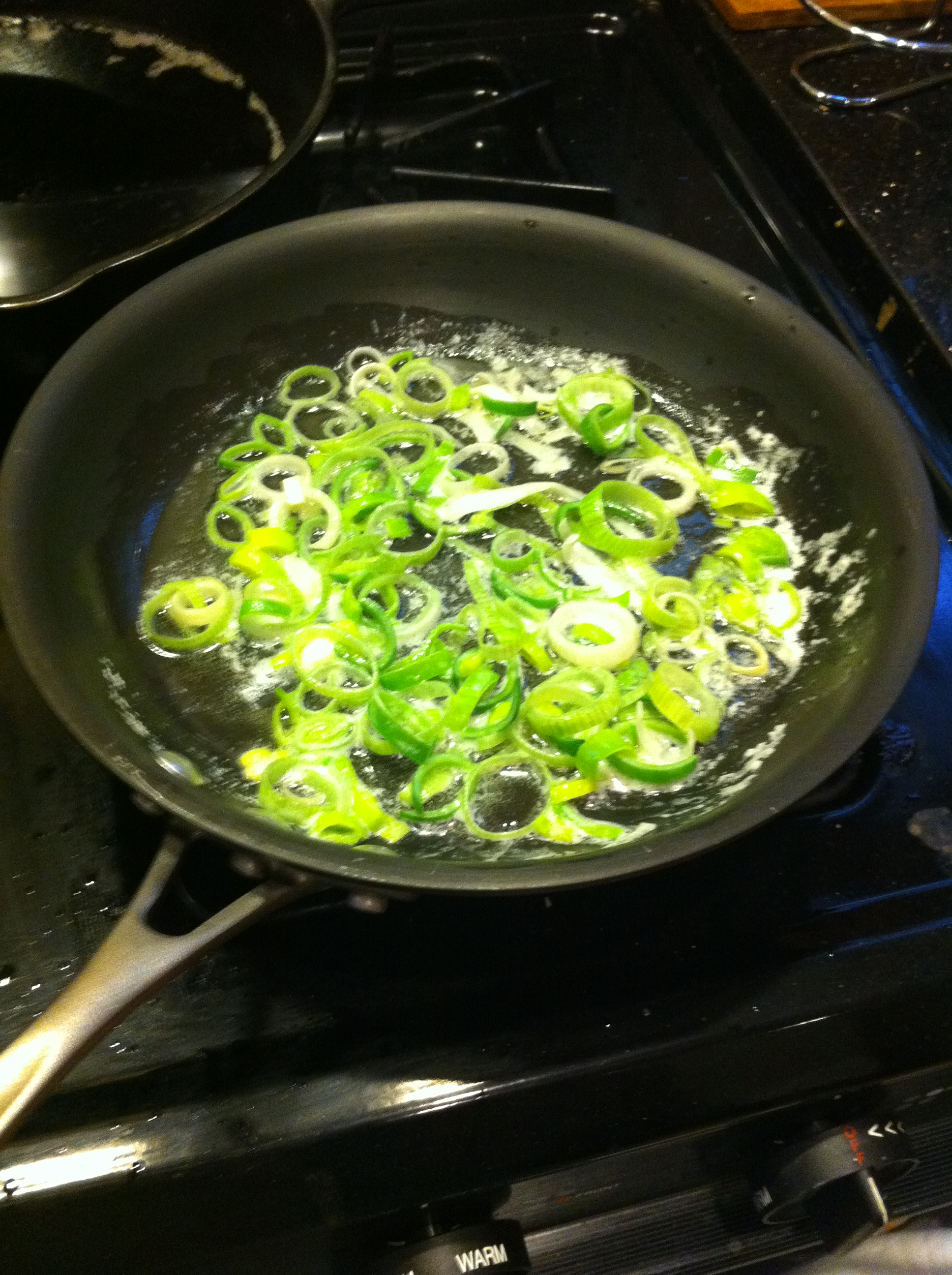
Verdura ofegada

Es diu ofegar a assaonar o fregir lleugerament una vianda, tallada en trossos petits, a foc lent, sense aigua i molt tapada, perquè es penetri de mantega o oli.
Segons el Diccionari català-valencià-balear, 'ofegar' ve del llatí offĭcare, variant del clàssic offōcare, amb el mateix significat.